# Distrito fitogeográfico de los campos y malezales

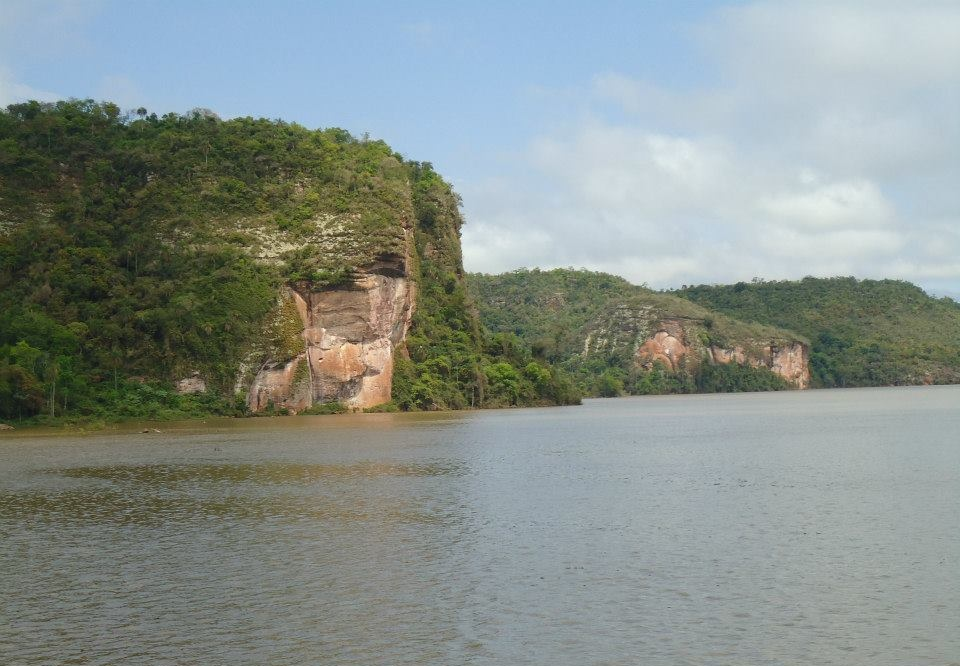
El parque provincial Teyú Cuaré, en la provincia de Misiones, Argentina.

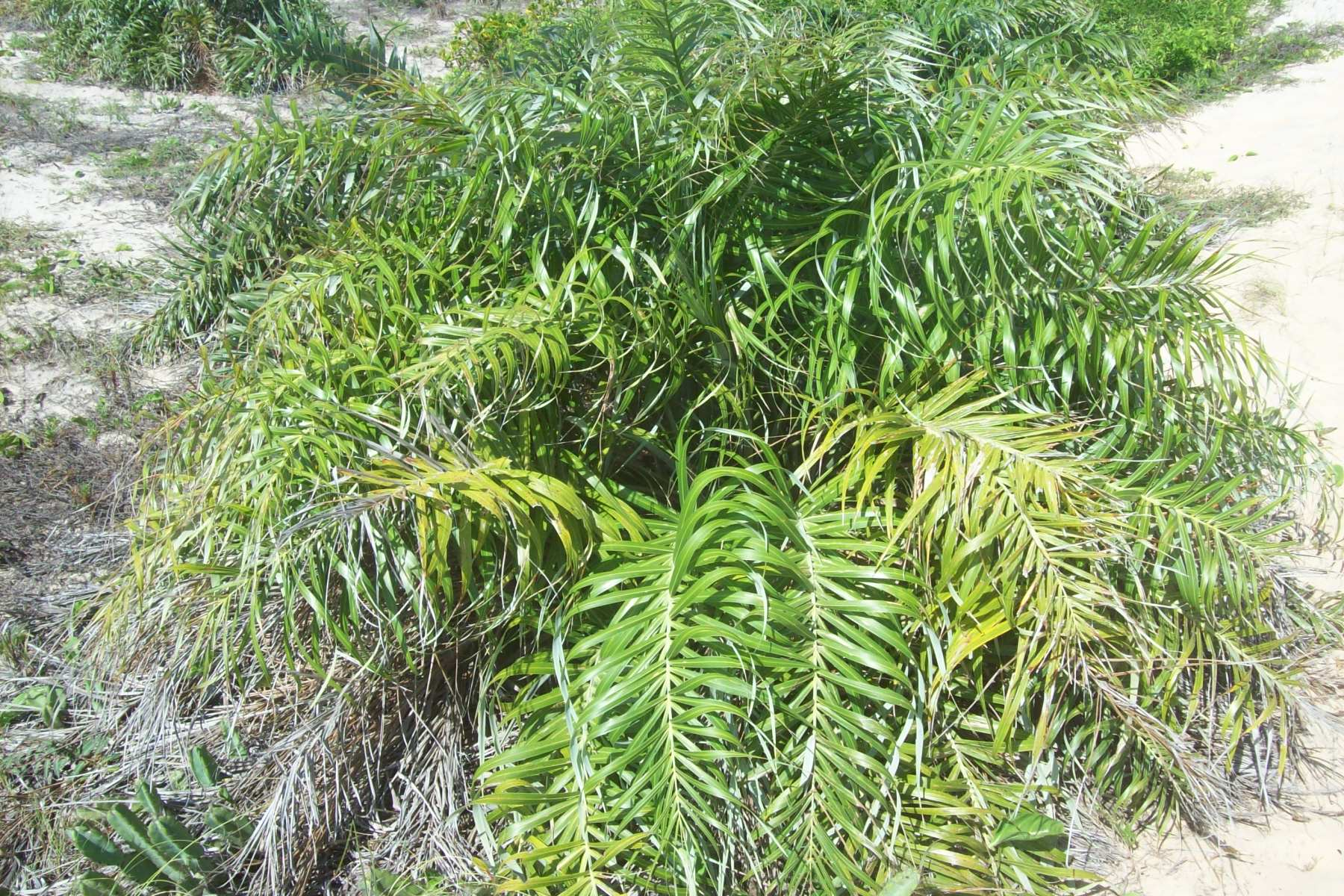
Allagoptera, género de palmas enanas típicas del Cerrado, también presente en este distrito fitogeográfico.

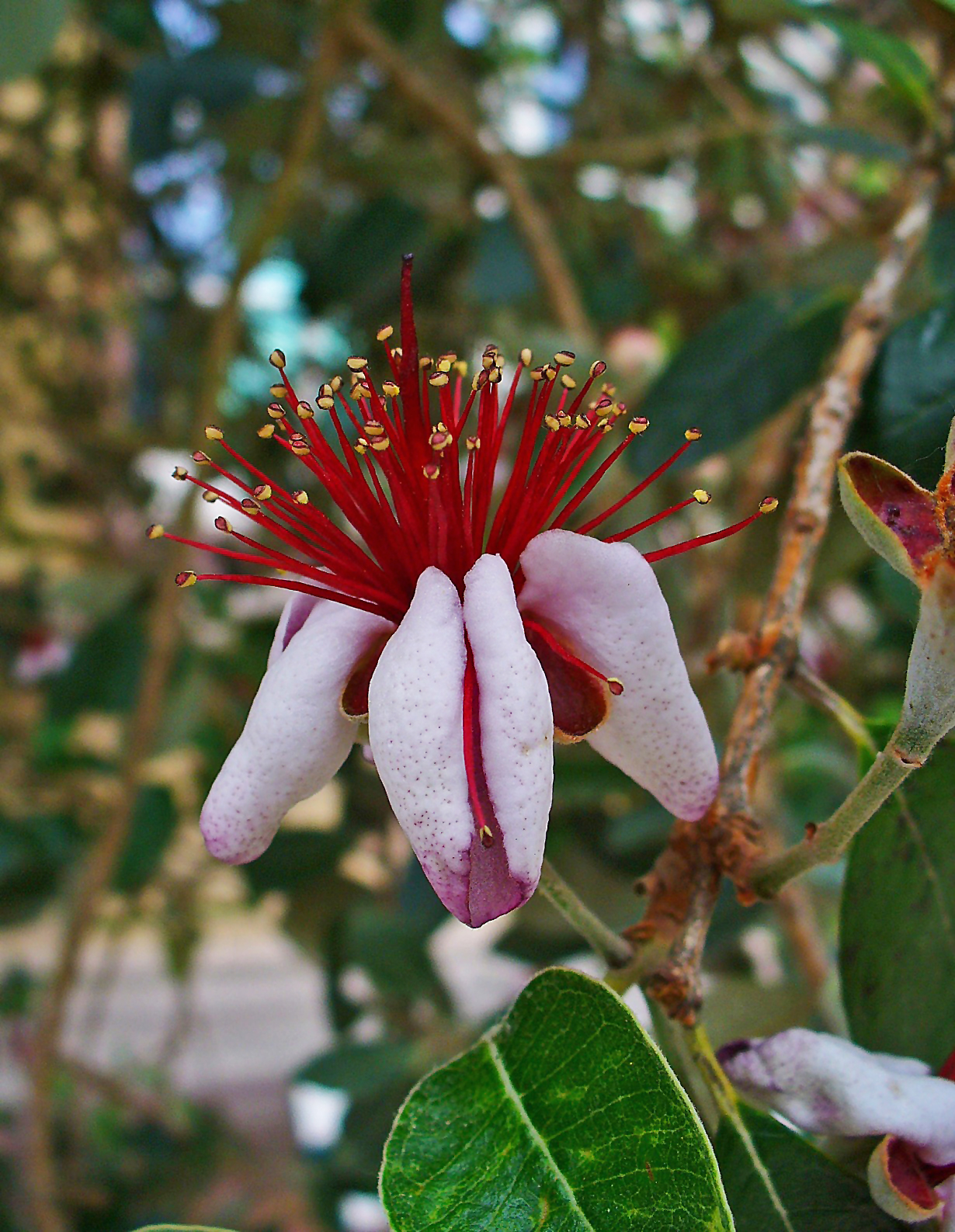
El guayabo (Acca sellowiana), es un árbol característico de esta formación.

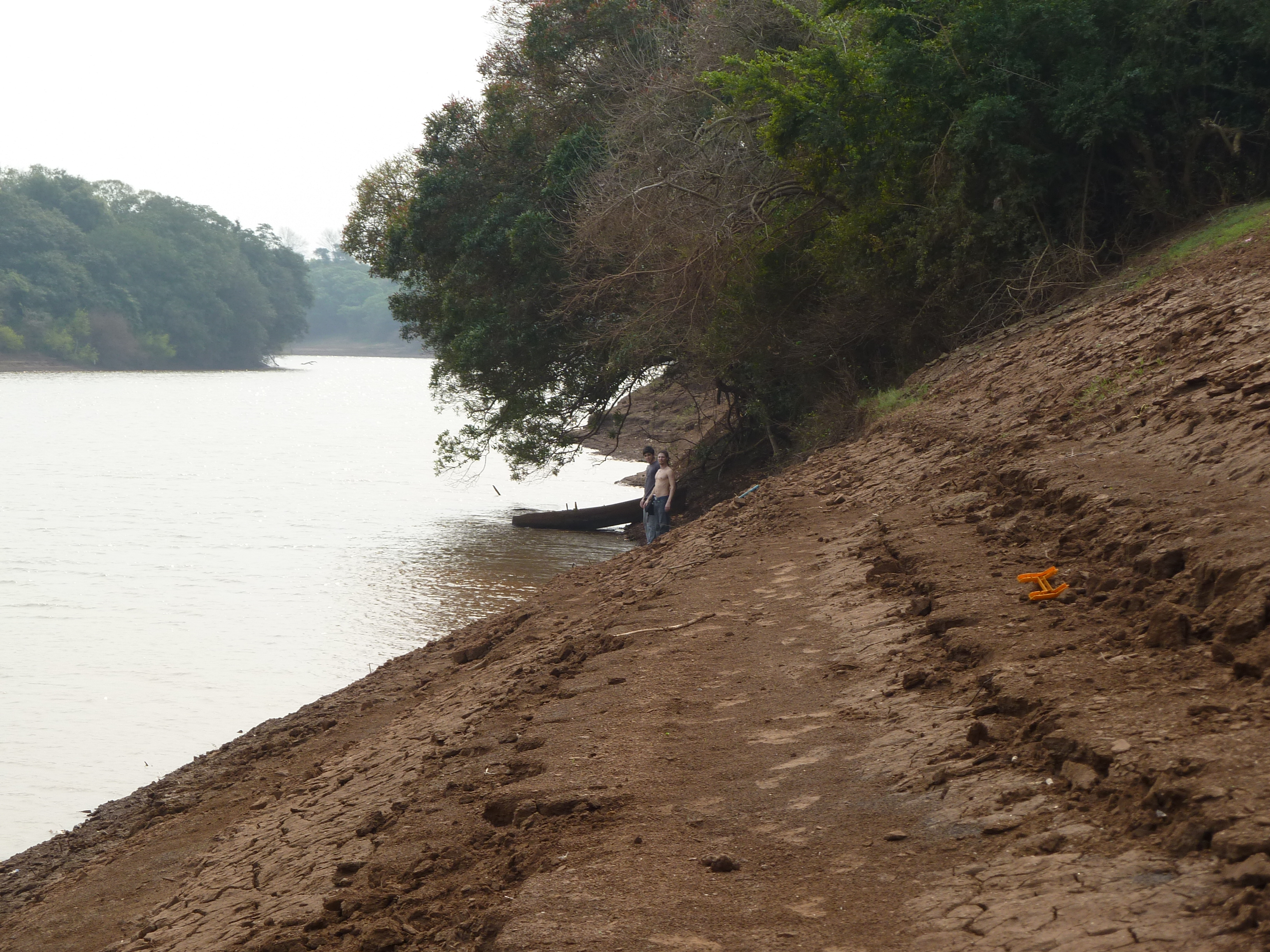
Comunidad florística de la selva en galería o selva marginal, en el río Aguapey. En este distrito fitogeográfico presenta un carácter de tipo seral o edáfico. De las presentes en la región descrita, es de las mejor conservadas.

El distrito fitogeográfico de los campos y malezales es uno de los distritos fitogeográficos en que se divide la provincia fitogeográfica paranaense. Se sitúa en el noreste del Cono Sur de América del Sur. Incluye formaciones de sabana en su mayor parte, con pequeños sectores de selva.

## Sinonimia
También fue llamado: Região da Savana (Cerrado e Campo), Distrito fitogeográfico de los Campos, Formación de las Misiones, Formación Paraguaya, Selva y sabanas del Brasil austral, Selva subtropical Misionera y Parque Correntino, Zona de sabanas y selvas del Sur de Brasil, Provincia subtropical Oriental, Selva Paranaense, Sabanas de Uruguay, etc. 

## Distribución
Este distrito fitogeográfico comprende las sabanas del noroeste del estado de Río Grande del Sur en el sur del Brasil, sectores del este del Paraguay; y el noreste de la Argentina en las provincias de Misiones en el sur, y Corrientes en el noreste. Hacia el sur, su influencia se registra hasta las cumbres de los cerros chatos del extremo norte del Uruguay. La altitud va desde los 60 hasta los 250 m s. n. m.

## Afinidades florísticas
Según la clasificación de Ángel Lulio Cabrera, es solo el distrito fitogeográfico de los campos, de la provincia fitogeográfica paranaense, por ser de carácter edáfico, pero posteriores estudios remarcaron la singularidad de esta formación, la cual forma un engranaje con los campos de la provincia fitogeográfica del cerrado (con la cual guarda una estrecha relación y de la que más bien sería solo una cola austral o distrito de la misma, empobrecido por la latitud), con las sabanas del Iberá y del Chaco Oriental y, ecotonalmente hacia el sur, con el distrito septentrional de la provincia fitogeográfica pampeana, el denominado uruguayense. 
Las afinidades florísticas con el distrito fitogeográfico de las selvas mixtas solo se observan en las selvas marginales y en los capones de selva alta que, como pequeñas manchas, se distribuyen por la formación. Asimismo también mantiene afinidades con el distrito fitogeográfico planaltense, especialmente con el subdistrito de vegetación abierta.

## Características
Este distrito fitogeográfico se caracteriza por presentar una densa cobertura herbácea de altas gramíneas megatérmicas, salpicadas cada tanto por arbustos y arbolitos, variando la vegetación dependiendo del suelo, de la acumulación de agua en superficie, etc. Estas dilatadas sabanas de carácter edáfico bordean por el sur y el sudoeste al bloque de selva primaria paranaense. Su paisaje predominante es el de un vasto pastizal sobre una llanura, en el norte el relieve es ondulado y en el sur es sumamente plano. La vegetación es dominada por las herbáceas de 1 a 1,5 m de alto, esto es así a causa de la existencia de un manto meláfiro a poca profundidad, el que actúa como aislante entre el horizonte superior y la primera napa freática.

## Suelos
Los suelos se presentan de un fuerte tono rojo, arcillosos, de reacción ácidos, lateríticos, ricos en óxidos de hierro y aluminio, formados por partículas finas en un 40 %, y muy poco material grueso de cuarzo, magnetita, y hematita. Son el resultado de procesos de transformación del material basáltico original bajo condiciones húmedas y cálidas. Poseen buena cantidad de fósforo y nitrógeno. Son suelos muy poco profundos, generalmente en rangos de unos pocos centímetros en las lomas hasta pocos metros en los bajos con acumulación. El piso está cubierto por una muy fina capa de materia orgánica en descomposición, producto de las hojas.
En los sectores escarpados los suelos son de escasa evolución y profundidad, abundando los afloramientos de basalto. 

## Relieve
El relieve es poco accidentado, con lomas suaves, sierras de poca altura, y extensos campos bajos, en el sector sur de la formación.
El relieve es plano, con mesetas

## Clima
Este distrito fitogeográfico está limitado al noreste por la isohieta de 1800 mm, y al sudoeste por la isohieta de 1300 mm. Las temperaturas medias anuales oscilan entre los 20 y los 22 °C.
El clima más característico es el semitropical húmedo; hacia el noreste, que pasa a semitropical semiestépico hacia el sudoeste. En ambos hiela suavemente en invierno, aunque las laderas de las lomas (por el drenaje del aire frío) y algunos sectores que bordean a los grandes ríos suelen estar libres de ellas gracias a las neblinas nocturnas y la acción morigeradora de las aguas cálidas. En sectores del centro del estado de Río Grande del Sur el clima pasa a subtropical marítimo.
Los vientos procedentes del Atlántico provocan lluvias repartidas en todo el año, aunque menores en el invierno, acumulando 1550 mm. La humedad relativa oscila entre el 65 y el 75 %.

## Subdistritos fitogeográficos
Este distrito fitogeográfico es posible subdividirlo en varios subdistritos fitogeográficos, en general, de carácter edáfico.

### Subdistrito fitogeográfico de los campos
Se ubica en el sector norte, la influencia de la estructura geológica basáltica del planalto brasileño le imprime al relieve una estructura de plataforma sobreelevada, modelada por prolongados procesos de erosión que han originado geoformas cupulares, bordeadas por bajos surcados por cursos fluviales de corto recorrido.
La vegetación se confoma de pastizales y pajonales, ambos con diversas comunidades herbáceas, diferenciándose según si se hallan sobre las lomas, las laderas o los fondos de hondonadas. Por sus condiciones cálidas y húmedas, albergan gran riqueza en especies de gramíneas, leguminosas, euforbiáceas, convolvuláceas, etc. 
Las dos comunidades principales son los flechillares de Aristida jubata en las lomas y laderas lateríticas y los espartillares del espartillo amargo (Elionurus muticus) en suelos pardo-grisáceos pedregosos. Los acompañan otras gramíneas como el pasto jesuita (Axonopus compressus), el pasto mosquito (Eragrostis lugens), etc. Es común la pichana (Vernonia chamaedrys), y las agrupaciones de palmeras, altas como la mbocayá (Acrocomia aculeata), o pequeñas como el yatay poñí (Butia paraguayensis), otras del mismo género (Butia lallemantii, Butia marmorii) , y los pindocitos (Allagoptera campestris y Allagoptera leucocalyx). 
- Comunidad florística de los pajonales ácidos. Se presenta en algunos bajos donde se acumula materia orgánica. El suelo es pantanoso, cubierto de enormes gramíneas, entre las cuales vegetan monocotiledóneas y dicotiledóneas características de suelos ácidos, entre las que destacan Hyppeastrum rutilum, Senecio icoglosum, varias especies de grandes orquídeas palustres del género Cyrtopodium, etc. El suelo suele estar cubierto por una capa de musgo Sphagnum totalmente embebida en agua.

- Comunidades florísticas de las selvas. En realidad, es una prolongación hacia el sur y el oeste del distrito fitogeográfico de las selvas mixtas. 
  - Comunidad florística de la selva en galería. En las riberas de los arroyos y ríos, como en el río Aguapey, se desarrolla este ecosistema selvático que requiere gran humedad ambiental y edáfica, y suaves o nulas heladas. Las especies características son: el gigantesco tacuaruzú (Guadua chacoensis), curupay (Adenanthera colubrina), el cupay (Copaifera langsdorfi), el mborebí caá-guazú (Roupala cataractarum), el ceibo rioplatense (Erythrina cristagalli), el laurel de río o laurel blanco (Nectandra falcifolia), el aguay-guazú (Pouteria gardneriana), dos especies de ingáes (Inga uraguensis e Inga marginata), el sarandí blanco (Phyllanthus sellowianus), el sarandí colorado (Cephalanthus glabratus), el mataojos (Pouteria salicifolia), el palo de leche (Sebastiania brasiliensis), Xilopia brasiliensis, Coussarea brasiliensis, Schoepfia brasiliensis, la rubiácea Simira sampaioana, enredaderas como Aristolochia, Bignonia, Arrabidaea samydoides, y Arrabidaea triplinervia, orquídeas como Trichocentrum jonesianum, Oncidium longipes, etc.
  - Comunidad florística de los capones. Otro tipo de selva presente en la provincia es la que forma los capones o mogotes, tales son sus nombres locales. Aquí la relación no es con un curso fluvial sino, al parecer, con la profundidad de los suelos y de la capa freática. Se presenta interrumpiendo la dilatada sabana o en lomadas rocosas del sector de transición del nordeste con las «selvas mixtas». Se observa una vegetación semixerófila de características muy particulares donde aparecen elementos de tipo chaqueño y del cerrado, los que están ausentes o son muy infrecuentes en las selvas mixtas; entre ellos encontramos: el urunday (Astronium balansae), al zapallo caspi (Pisonia zapallo), el ybyrá-jhú (Achatocarpus praecox), la espina corona (Gleditsia amorphoides), la chichita (Lithrea brasiliensis), el guayabo (Acca sellowiana), la congorosa (Maytenus ilicifolia), el ananá silvestre (Ananas sagenaria), el caraguatá (Bromelia balansae), el ambatí (Cordyline dracaenoides), el niño urupá (Aloysia virgata), el espinillo (Acacia caven), el aguaribay (Schinus molle), el tatané (Chloroleucon tenuiflorum), Coutarea hexandra, algunas cactáceas, pequeñas como Frailea, o altas como los cardones (Cereus stenogonus y Cereus paraguayensis) y la tuna ( Brasiliopuntia schulzii), etc.

#### Ingresiones del cerrado en los campos y malezales
En algunos puntos, como en el Parque provincial Teyú Cuaré de la provincia de Misiones, la influencia de la provincia fitogeográfica del cerrado es mucho más marcada, con la presencia de muchas especies de esa provincia fitogeográfica que están ausentes en el resto de los campos y malezales. 
El cerrado es una amplia provincia fitogeográfica de sabana tropical típica del centro del Brasil, extendiéndose así mismo en el este de Bolivia, en el noreste y centro de Paraguay, alcanzando por el sur, ya empobrecido, el citado parque provincial y sus alrededores según varias investigaciones, en las cuales se abordó la notable afinidad de la flora vascular de esta área protegida con respecto al cerrado sensu stricto. 
Durante el Holoceno temprano, la vegetación correspondiente al cerrado se expandió y ocupó una superficie mayor que la actual. Hoy existen «islas» de cerrado en el área de selvas semicaducas de la mata atlántica, que serían el remanente de esta mayor área de distribución de la vegetación de Cerrado alcanzada hace 10 000-7000 años.

### Subdistrito fitogeográfico de los malezales
Se ubica en el sector sur. Es una planicie sedimentaria de escurrimiento muy lento, sin presentar cauces fluviales definidos, pero con presencia de bañados y esteros, los que desaguan en los ríos Miriñay y Aguapey o, en su defecto, lo hacen directamente en el río Uruguay.
Aquí las selvas están ausentes o escasean, y la diversidad florística es menor. La fisonomía vegetal se presenta como pajonales casi puros y muy uniformes, llamados localmente «malezales», sobre suelos encharcados durante largos períodos del año debido al mal drenaje. Dependiendo de la profundidad del encharcamiento y la cantidad de tiempo en que él ocurre, las especies características son: la paja colorada (Andropogon lateralis) alta gramínea de 1,8 m de alto, dominante en los bajos con suelo detrítico, la paja amarilla (Sorghastrum agrostoides), el pasto horqueta, Paspalum haumanii (gramínea de 3 metros de alto), Eryngium ebracteatum, Eryngium serra, varias especies de Rhynchospora, etc.